# HD 113414
HD 113414 — одиночная звезда в созвездии Девы на расстоянии приблизительно 176 световых лет (около 54 парсек) от Солнца. Визуальная звёздная величина звезды — +7,74m. Возраст звезды определён как около 150 млн лет.
Вокруг звезды обращается, как минимум, одна планета.

## Характеристики
HD 113414 — жёлто-белая звезда спектрального класса F7-8V, или F8V, или F8. Масса — около 1,149 солнечной, радиус — около 1,228 солнечного, светимость — около 1,92 солнечной. Эффективная температура — около 6064 K.

## Планетная система
В 2022 году группой астрономов было объявлено об открытии планеты HIP 63734 b.
В 2019 году учёными, анализирующими данные проектов Hipparcos и Gaia, у звезды обнаружена планета HIP 63734 c.